# Виживання

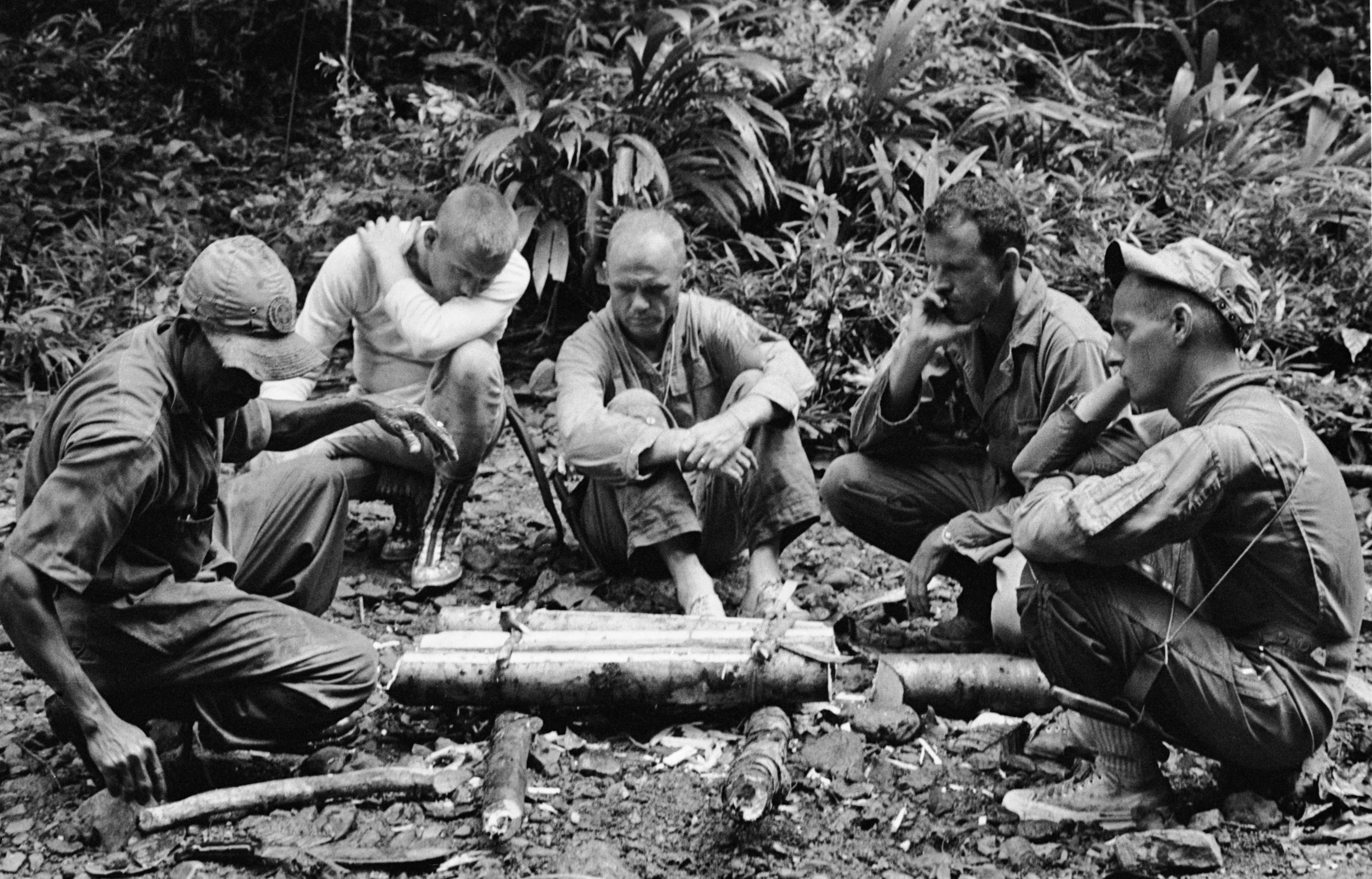
Астронавти, які беруть участь у тренуванні з виживання в умовах тропіків на базі Албрук ВПС США в районі Панамського каналу, 1963. Зліва направо: невідомий тренер, Ніл Армстронг, Джон Г. Гленн-молодший, Лерой Гордон Купер і Піт Конрад. Така підготовка важлива для космонавтів, оскільки потенційно вони можуть сісти в незаселеній області.

Виживання — методи, які людина може використовувати в небезпечній ситуації, таких як, наприклад, стихійні лиха, щоб врятувати себе й інших. Ці методи покликані забезпечити основні потреби для життя людини: воду, їжу, укриття, щоб уникнути можливих фатальних взаємодій з тваринами і рослинами і для лікування будь-яких отриманих травм або захворювань. Також під виживанням слід розуміти результат процесу застосування цих методик — збереження життя людини, який використав навички виживання. Навички виживання часто представляють собою основні ідеї та здібності, які стародавні люди винайшли і застосували себе протягом тисяч років. Активний відпочинок (піші прогулянки, альпінізм, верхова їзда, риболовля і полювання) вимагають базові навички виживання, особливо в разі аварійних ситуацій. Вигнання і примітивний спосіб життя найчастіше вимагають навичок виживання.

## Перша допомога
Перша допомога може допомогти людині вижити і функціонувати при травмах і захворюваннях, які в іншому випадку можуть вбити або вивести людину з ладу. Поширені і небезпечні травми і пошкодження, а також захворювання включають в себе:
- Укуси змій, павуків та інших диких тварин
- Переломи кісток
- Опіки
- Головний біль
- Інфаркт
- Кровотеча
- Гіпотермія (холод) і гіпертермія (занадто жарко)
- Зараження від продуктів харчування, при контакті з тваринами, від питної або непитної води
- Отруєння від вживання або контакту з отруйними рослинами або отруйними грибами
- Вивихи, особливо гомілковостопного суглоба
- Рани, які можуть бути заражені

Виживати часто потрібно застосовувати вміст аптечки або, маючи необхідні знання, природні лікарські рослини, знерухомити пошкоджену кінцівку, або навіть транспортувати знерухомлених товаришів.

## Укриття
Сховище може варіювати від природних укриттів, таких як печери або повалені дерева, до проміжної формі рукотворних укриттів, таких як хатина, дерево, яма, сміття, притулок, або печери в снігу, до повністю штучно створених споруд, таких як брезент, тент або вігвам.

## Навігація
Ситуації, що вимагають виживання, часто можуть бути вирішені шляхом знаходження шляху до безпечного, або більш придатному місця, де можна дочекатися порятунку. Типи навігації включають в себе:
- Астронавігація — використання сонця і нічного зоряного неба, щоб знайти сторони світу і збереження курсу руху.
- Використання карти, компаса або GPS-приймача
- Числення координат
- Природна навігація — використання стану навколишніх природних об'єктів (напр, моху на дереві, снігу на пагорбі, напрямки поточної води, і ін.)

## Психічна готовність
Мозок і його процеси мають вирішальне значення для виживання. Бажання жити в смертельній ситуації часто розділяє тих, хто виживає, і тих, хто гине. Розповіді про героїчні виживання звичайних людей з невеликим досвідом або без підготовки, але з сильним бажанням жити — не рідкість. Ситуація виживання може бути настільки стресовій, що навіть навчені фахівці можуть психічно постраждати. Потрібно бути морально і фізично готовим під час катастрофи.
У стрес-тестування є людські межі, проте переваги навчання стрес-функціонуванню при визначенні цих меж можуть переважити недолік стресу.  Існують певні стратегії і навички, які можуть допомогти людям краще справлятися в ситуації виживання, в тому числі концентруючись на виконуваних завданнях, маючи план Б або вибираючи тактику заперечення.

## Виживання під вогнем
Обивателю при попаданні під обстріл не варто сидіти склавши руки. Доцільно використовувати одну з наступних тактик: бігти, ховатися, чинити опір.
- Бігти — використовується, якщо стрілець досить далеко, а потенційна жертва бачить шлях до порятунку. Бігти потрібно, кинувши речі, слідуючи наміченим маршрутом, пересуваючись зигзагами від укриття до укриття.
- Ховатися — якщо неможливо залишити небезпечну територію, потрібно знайти безпечне місце. Сховатися поза увагою стрільця, вимкнути мобільний телефон та інші цифрові пристрої. Замкнути двері, заблокувати її предметами меблів, закрити штори, закрити жалюзі. Розміститися так, щоб між вами і стрільцем було якомога більше перешкод. Постаратися повідомити про ситуацію по мобільному, стаціонарного телефону або будь-яким іншим чином.

Перебуваючи під обстрілом, краще не лягати, а присідати навпочіпки або вставати на коліна. Рятуючись від вибуху — падати на підлогу, ногами до вибуху, відкривши рот і прикривши руками потилицю.

## Психологічне виживання особистості
Окремий аспект виживання людини — це психологічне виживання в новій, реальності (технічної, інформаційної, соціальної), в яке постійно змінюється. Людині потрібно адаптуватися до нових умов, при цьому не втратити себе, зберегти свою особистісну цілісність і внутрішню стабільність.
Фактори ризику для виживання, мають психосоціальний характер:
- ускладнення соціальних та економічних умов життя
- тривалий час зберігається емоційне навантаження
- сукупність негативних подій, що впливають на спосіб життя людини
- безперервні життєві зміни
- кримінальна обстановка, включаючи терористичні акти
- невизначеність і непрогнозованість життєвої перспективи
- пересичення соціальною взаємодією
- загроза техногенних катастроф та ін.

Виживання людини у світі пов'язано з його здатністю до адаптації.